# Uetersener Eisenbahn
| Betrieb in Tornesch im Jahr 1997 – eine MaK-Lok von 1954 im Einsatz |                                    |                                             |                                             |
| Streckennummer (DB): | 9129                               |                                             |                                             |
| Kursbuchstrecke: | 93c (1934) 101d (1939) 112a (1946) |                                             |                                             |
| Streckenlänge: | (ehem. 4,46 km) 4,048 km           |                                             |                                             |
| Spurweite: | 1435 mm (Normalspur)               |                                             |                                             |
| |                                    |                                             |                                             |
| Streckenverlauf |                                    |                                             |                                             |
| \| \| \| von Hamburg-Altona \| \| \| \| −1,082 \| \| \| \| \| −0,988 \| Gärtnerweg \| Gärtnerweg \| \| \| 0,000 \| Tornesch \| Tornesch \| \| \| 0,113 \| (ehem. Haltestelle am Bahnhofsvorplatz) \| (ehem. Haltestelle am Bahnhofsvorplatz) \| \| \| \| nach Elmshorn \| \| \| \| 0,244 \| Esinger Straße \| Esinger Straße \| \| \| 0,378 \| Uetersener Straße \| Uetersener Straße \| \| \| 1,319 \| Ohrtbrooksgraben \| Ohrtbrooksgraben \| \| \| 1,550 \| Baßhorn zeitweise Batzhorn \| Baßhorn zeitweise Batzhorn \| \| \| 1,577 \| Tornescher Weg \| Tornescher Weg \| \| \| 1,580 \| Anschluss Getränkehändler \| Anschluss Getränkehändler \| \| \| 2,327 \| Esinger Steinweg \| Esinger Steinweg \| \| \| 2,750 \| \| \| \| \| 2,850 \| Kleine Twiete \| Kleine Twiete \| \| \| 2,869 0,000 \| Bahnstraße \| Bahnstraße \| \| \| 3,005 0,000 \| Uetersen Ost Gbf Werkstatt \| Uetersen Ost Gbf Werkstatt \| \| \| 3,080 \| Große Twiete \| Große Twiete \| \| \| 3,110 0,000 \| Strecke ab hier außer Betrieb \| Strecke ab hier außer Betrieb \| \| \| 3,20 0,000 \| Uetersen Ost Hp \| Uetersen Ost Hp \| \| \| \| Werksgelände Feldmühle Uetersen \| \| \| \| 3,244 0,000 \| Bahnstraße \| Bahnstraße \| \| \| \| \| \| \| \| \| ehem. Strecke auf der Straße bis 16.12.1926 \| \| \| \| 3,330 \| Pinnauallee \| Pinnauallee \| \| \| 3,70 0,000 \| Wrage \| Wrage \| \| \| 3,80 \| Finkenbrook \| Finkenbrook \| \| \| 3,916 \| Ziegelei \| Ziegelei \| \| \| 3,980 \| Anschluss Uetersen Hafen \| Anschluss Uetersen Hafen \| \| \| 4,00 0,000 \| Uetersen Post \| Uetersen Post \| \| \| 4,048 \| Gleis ab hier abgebaut \| Gleis ab hier abgebaut \| \| \| 4,075 \| Klosterkoppelkehre 1 \| Klosterkoppelkehre 1 \| \| \| 4,153 \| Klosterkoppelkehre 2 \| Klosterkoppelkehre 2 \| \| \| 4,30 0,000 \| Rondeel \| Rondeel \| \| \| 4,389 \| Kastanienallee \| Kastanienallee \| \| \| 4,460 \| Uetersen-Stadt \| Uetersen-Stadt \| \| \| \| Taps \| \| \| \| 4,856 0,000 \| Uetersen Buttermarkt \| Uetersen Buttermarkt \| |                                    |                                             |                                             |
| Strecke |                                    | von Hamburg-Altona                          | von Hamburg-Altona                          |
| Verschwenkung von links · Verschwenkung von rechts | −1,082                             |                                             |                                             |
| Bahnübergang · Bahnübergang | −0,988                             | Gärtnerweg                                  | Gärtnerweg                                  |
| Bahnhof · Kilometer-Wechsel | 0,000                              | Tornesch                                    | Tornesch                                    |
| Strecke · ehemaliger Haltepunkt / Haltestelle | 0,113                              | (ehem. Haltestelle am Bahnhofsvorplatz)     | (ehem. Haltestelle am Bahnhofsvorplatz)     |
| Strecke nach rechts · Verschwenkung nach rechts |                                    | nach Elmshorn                               | nach Elmshorn                               |
| Bahnübergang | 0,244                              | Esinger Straße                              | Esinger Straße                              |
| Bahnübergang | 0,378                              | Uetersener Straße                           | Uetersener Straße                           |
| Brücke über Wasserlauf | 1,319                              | Ohrtbrooksgraben                            | Ohrtbrooksgraben                            |
| ehemaliger Haltepunkt / Haltestelle | 1,550                              | Baßhorn zeitweise Batzhorn                  | Baßhorn zeitweise Batzhorn                  |
| Bahnübergang | 1,577                              | Tornescher Weg                              | Tornescher Weg                              |
| Abzweig geradeaus und ehemals nach rechts | 1,580                              | Anschluss Getränkehändler                   | Anschluss Getränkehändler                   |
| Bahnübergang | 2,327                              | Esinger Steinweg                            | Esinger Steinweg                            |
| Verschwenkung von links · Verschwenkung von rechts | 2,750                              |                                             |                                             |
| Strecke · Bahnübergang | 2,850                              | Kleine Twiete                               | Kleine Twiete                               |
| Bahnübergang · Strecke | 2,869 0,000                        | Bahnstraße                                  | Bahnstraße                                  |
| Dienststation / Betriebs- oder Güterbahnhof · Strecke | 3,005 0,000                        | Uetersen Ost Gbf Werkstatt                  | Uetersen Ost Gbf Werkstatt                  |
| Strecke · Bahnübergang | 3,080                              | Große Twiete                                | Große Twiete                                |
| Strecke | 3,110 0,000                        | Strecke ab hier außer Betrieb               | Strecke ab hier außer Betrieb               |
| Haltepunkt / Haltestelle (Strecke außer Betrieb) · Strecke | 3,20 0,000                         | Uetersen Ost Hp                             | Uetersen Ost Hp                             |
| Strecke (außer Betrieb) |                                    | Werksgelände Feldmühle Uetersen             | Werksgelände Feldmühle Uetersen             |
| Bahnübergang (Strecke außer Betrieb) | 3,244 0,000                        | Bahnstraße                                  | Bahnstraße                                  |
| Verschwenkung nach links (Strecke außer Betrieb) |                                    |                                             |                                             |
| Verschwenkung von links (Strecke außer Betrieb) · Verschwenkung von rechts (Strecke außer Betrieb) |                                    | ehem. Strecke auf der Straße bis 16.12.1926 | ehem. Strecke auf der Straße bis 16.12.1926 |
| Strecke (außer Betrieb) · Bahnübergang (Strecke außer Betrieb) | 3,330                              | Pinnauallee                                 | Pinnauallee                                 |
| Haltepunkt / Haltestelle (Strecke außer Betrieb) · Strecke (außer Betrieb) | 3,70 0,000                         | Wrage                                       | Wrage                                       |
| Strecke (außer Betrieb) · Haltepunkt / Haltestelle (Strecke außer Betrieb) | 3,80                               | Finkenbrook                                 | Finkenbrook                                 |
| Strecke (außer Betrieb) · Bahnübergang (Strecke außer Betrieb) | 3,916                              | Ziegelei                                    | Ziegelei                                    |
| Strecke (außer Betrieb) · Abzweig geradeaus und von links (Strecke außer Betrieb) | 3,980                              | Anschluss Uetersen Hafen                    | Anschluss Uetersen Hafen                    |
| Haltepunkt / Haltestelle (Strecke außer Betrieb) · Strecke (außer Betrieb) | 4,00 0,000                         | Uetersen Post                               | Uetersen Post                               |
| Strecke (außer Betrieb) · Strecke (außer Betrieb) | 4,048                              | Gleis ab hier abgebaut                      | Gleis ab hier abgebaut                      |
| Strecke (außer Betrieb) · Bahnübergang (Strecke außer Betrieb) | 4,075                              | Klosterkoppelkehre 1                        | Klosterkoppelkehre 1                        |
| Strecke (außer Betrieb) · Bahnübergang (Strecke außer Betrieb) | 4,153                              | Klosterkoppelkehre 2                        | Klosterkoppelkehre 2                        |
| Haltepunkt / Haltestelle (Strecke außer Betrieb) · Strecke (außer Betrieb) | 4,30 0,000                         | Rondeel                                     | Rondeel                                     |
| Strecke (außer Betrieb) · Bahnübergang (Strecke außer Betrieb) | 4,389                              | Kastanienallee                              | Kastanienallee                              |
| Strecke (außer Betrieb) · Kopfbahnhof Streckenende (Strecke außer Betrieb) | 4,460                              | Uetersen-Stadt                              | Uetersen-Stadt                              |
| Haltepunkt / Haltestelle (Strecke außer Betrieb) |                                    | Taps                                        | Taps                                        |
| Kopfbahnhof Streckenende (Strecke außer Betrieb) | 4,856 0,000                        | Uetersen Buttermarkt                        | Uetersen Buttermarkt                        |

Die Uetersener Eisenbahn (UeE) war eine Eisenbahngesellschaft und bis 1993 außerdem ein Busverkehrsunternehmen im Kreis Pinneberg im südwestlichen Schleswig-Holstein. Letzteres wird seit dem 1. Januar 1994 als Kreisverkehrsgesellschaft in Pinneberg mbH (KViP) fortgeführt. Seit 2014 ist die Uetersener Eisenbahn als Immobiliengesellschaft ein vollständiges Tochterunternehmen der KViP. Die Bahnstrecke, die heute durch die Norddeutsche Eisenbahngesellschaft Niebüll GmbH (neg) betrieben wird, verbindet die Städte Tornesch und Uetersen und hat eine Länge von etwa vier Kilometern.

## Streckenverlauf
Die zunächst eingleisige normalspurige Strecke überquert den Tornescher Bahnhofsvorplatz im Straßenplanum und folgt der Straße nach Uetersen. Hier war zwischenzeitlich ein zweites Gleis verlegt mit der betrieblichen Besonderheit, dass das eine Gleis ausschließlich für Personen-, das andere für Güterverkehr genutzt wurde. Das zweite Gleis wurde nach 1965 entfernt.
Die Betriebsleitung und ein Lokschuppen befinden sich am Bahnhof Uetersen Ost. Die Strecke verlief ursprünglich im Straßenplanum weiter in das Stadtzentrum, was der UeE in diesem Bereich auch den Charakter einer Straßenbahn verlieh. Später wurde die Trasse  in das Industriegebiet am südlichen Stadtrand verschwenkt. Dort führen Anschlussgleise zu mehreren Industriebetrieben und zum Hafen.

## Geschichte

### Von der Gründung 1873 bis 1965

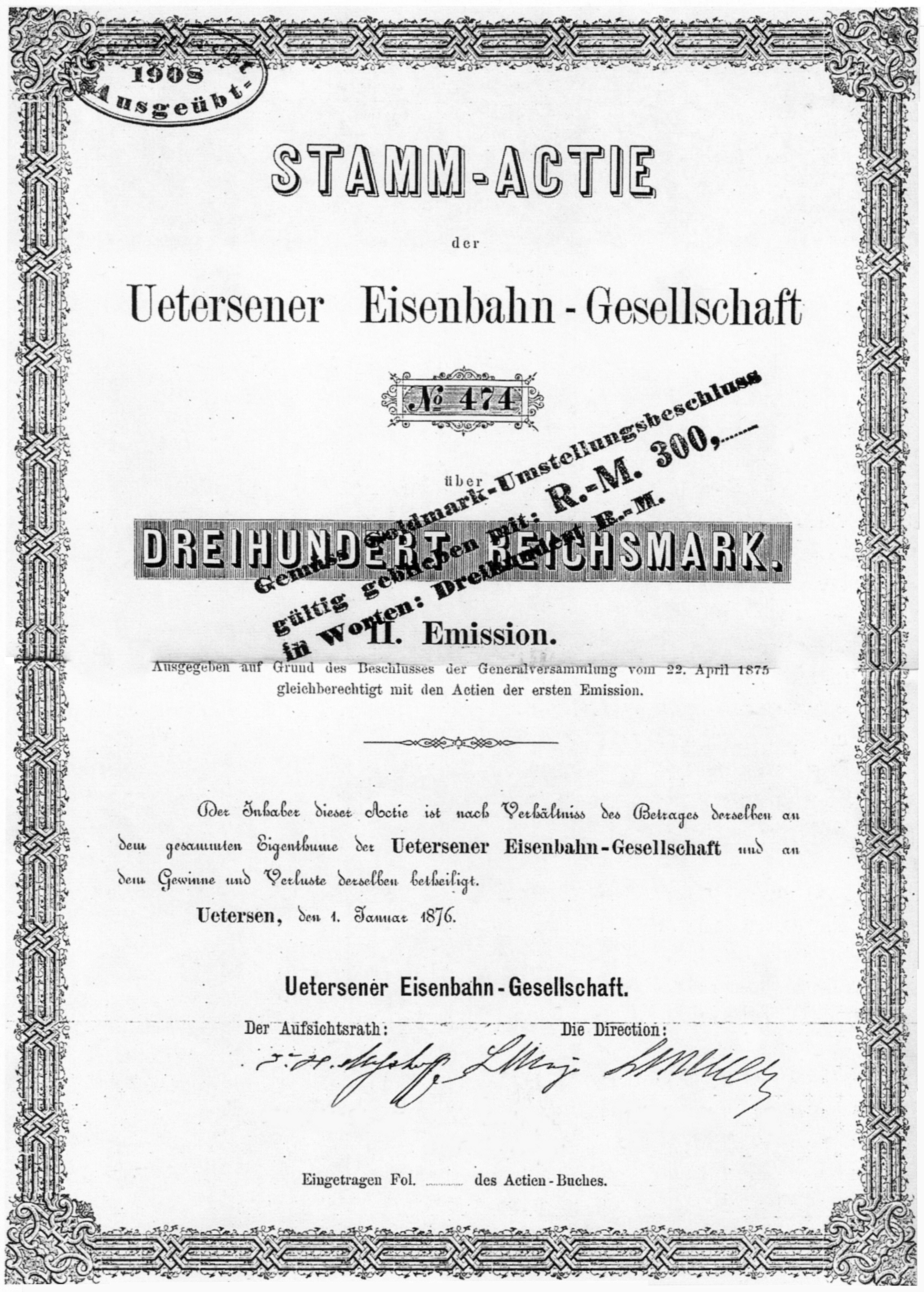
Aktie der Uetersener Eisenbahn-Gesellschaft von 1876

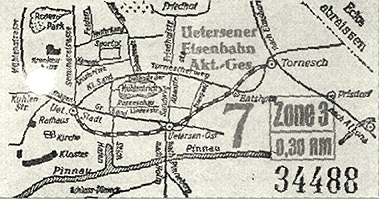
Fahrkarte der Uetersener Eisenbahn-Gesellschaft aus den 1920er Jahren

Bei der Planung der Altona-Kieler Eisenbahn in den 1840er Jahren hatten sich Fuhrleute aus Uetersen gegen eine Anbindung ihres Ortes ausgesprochen, woraufhin die Trasse durch das nordöstlich gelegene, aber kleinere Tornesch geführt und dort ein Bahnhof errichtet wurde. Nachdem Tornesch von der Eisenbahn sehr profitierte, gründete die Stadt Uetersen zusammen mit örtlichen Wirtschaftsunternehmen 1873 die Uetersener Eisenbahn AG. Wohlhabende Uetersener Bürger kauften die ersten Aktien im Nennwert von 100 Talern. Im selben Jahr wurde eine Pferdeeisenbahn in Betrieb genommen, die von Tornesch zum Buttermarkt in Uetersen führte. 1908 stellte die Uetersener Eisenbahn auf Dampfbetrieb um. In Berlin wurden vier Dampftriebwagen gekauft, zwei neue und zwei gebrauchte. Die Fahrzeit von Tornesch zum Buttermarkt in Uetersen verringerte sich im Personenverkehr von 32 auf 16 Minuten.
Den Güterverkehr besorgten Straßenbahnlokomotiven in Kastenform. In die Anschlussgleise mit engem Radius mussten die Güterwagen auf Rollböcke umgeladen werden. Eine dieser Kastenloks, die UeE 8, war dafür mit zwei Reihen von Puffern ausgestattet.
In den 1920er Jahren übernahmen Dieseltriebwagen den Verkehr. Die Gleise wurden aus der Hauptstraße in den Randbereich der Stadt verlegt. Die Strecke wurde verkürzt und hatte den neu gebauten Stadtbahnhof bei Röpckes Mühle als Endstation.
Nach dem Zweiten Weltkrieg erreichten die Fahrgastzahlen ihren Höhepunkt. Die Gesellschaft investierte in zwei MAN-Schienenbusse, 1957 und 1958 wurden diese in Dienst gestellt und waren bis 1965 auf der Strecke im Einsatz:

VT 4 (Fabriknummer 143403, Baujahr 1957) und VT 5 (Fabriknummer 143554, Baujahr 1958).

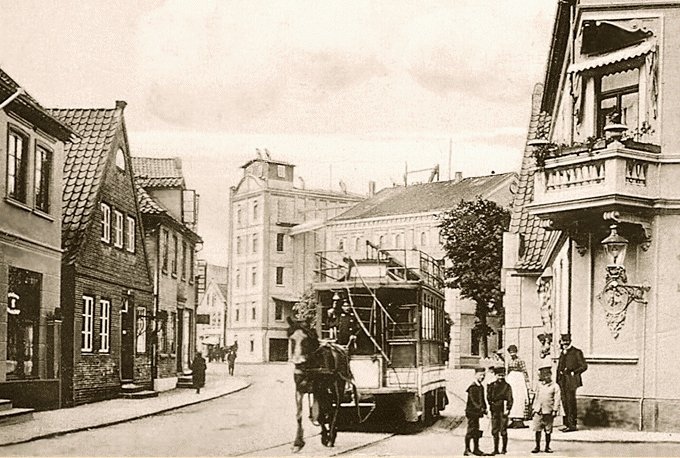
Die zweistöckige Pferdebahn an der Uetersener Haltestelle Rondell um 1900, im Hintergrund Röpckes Mühle
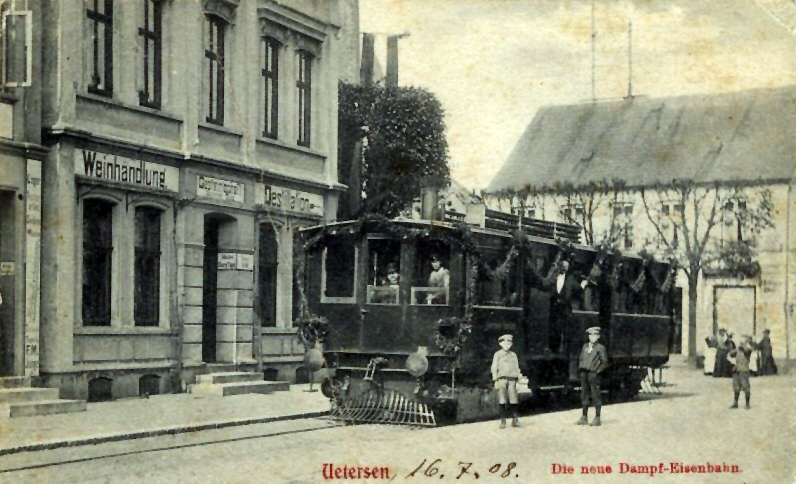
Ein Dampftriebwagen wurde 1908 von Borsig neu gekauft. Eine Postkarte zeigt das Fahrzeug am Großen Wulfhagen
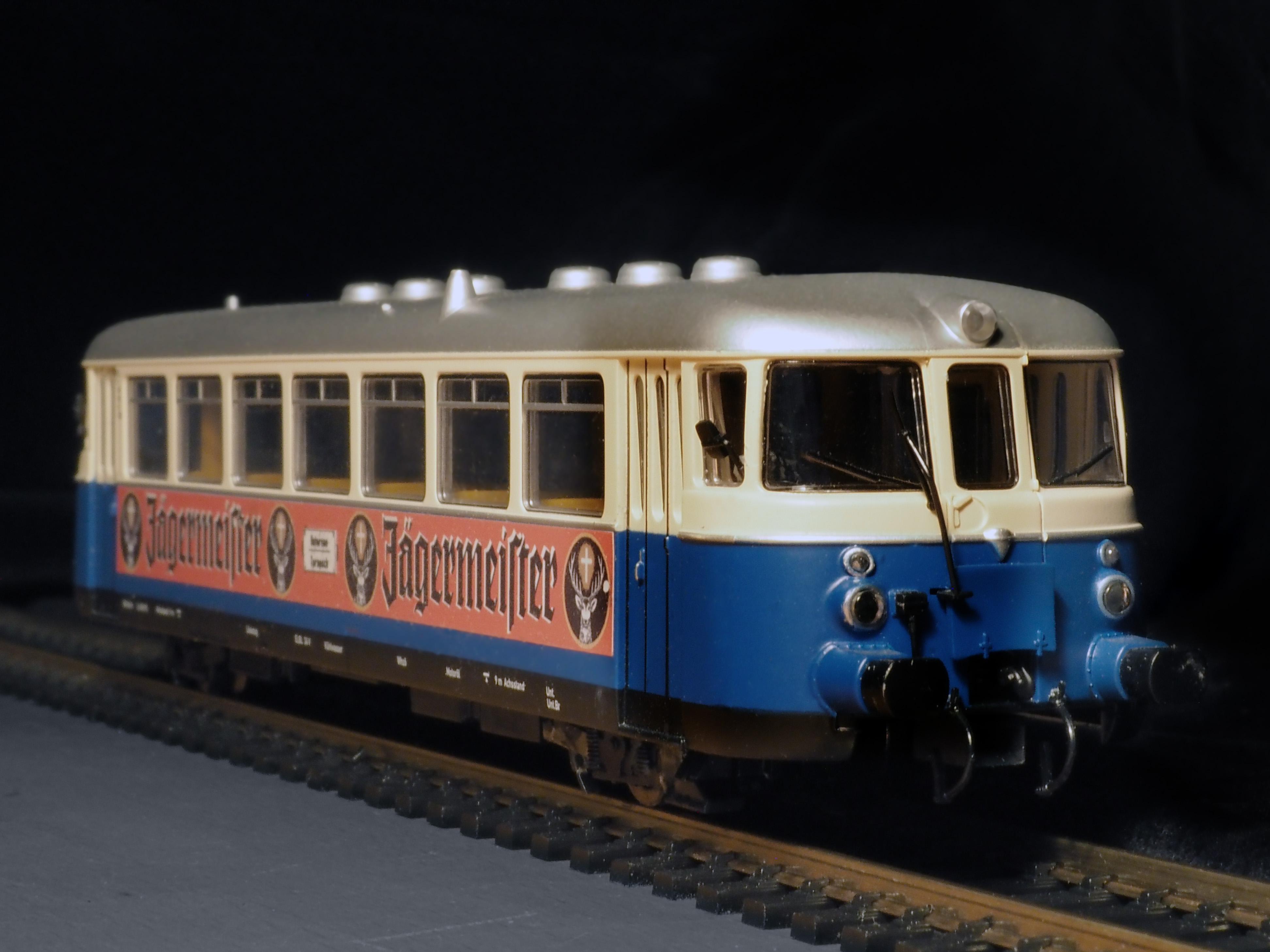
Modell eines MAN-Schienenbusses in der Farbgebung der Uetersener Eisenbahn mit authentischen Werbeflächen (VT 4 und VT 5)

### Busverkehr
1935 wurde der zwischen Uetersen und Appen befindliche Sportflugplatz des Uetersener Luftsportverbandes durch die Bauabteilung der Deutschen Verkehrsfliegerschule zu einem Wehrmachts-Flugplatz ausgebaut. Die Uetersener Eisenbahn bekam dazu die Aufgabe, durch eine Kraftomnibuslinie die Verbindung zwischen Uetersen Stadt und der Großbaustelle für die Bauarbeiter sicherzustellen. Da die Uetersener Eisenbahn noch keine eigenen Omnibusse hatte, wurden bis zum Eintreffen selbst gekaufter Busse vom Busunternehmen Paul Mullikas in Quickborn mehrere Busse ausgeliehen. 1936 wurden 147.800 Menschen mit den Bussen zwischen Uetersen und dem Fliegerhorst befördert. 1937 wurde die Buslinie über Appen bis zum Pinneberger Bahnhof verlängert. Im selben Jahr wurde der Reisedienst mit Omnibussen aufgenommen.
Nach dem Zweiter Weltkrieg|Zweiten Weltkrieg stieg die Einwohnerzahl Uetersens durch Zuzug von Ausgebombten und Flüchtlingen aus den östlichen Gebieten auf mehr als das Doppelte. Anfang der 1950er Jahre waren genügend Omnibusse vorhanden, um 1953 wieder den Reisedienst aufzunehmen. Außerdem wurde die Buslinie zwischen Uetersen und Haseldorf eingerichtet.
Die Stadtentwicklung Uetersens verlief im 20. Jahrhundert in nördlicher Richtung, also fort von dem im Süden der Stadt liegenden Hafen und der Gleisanlagen der UeE. Da deren Beförderungsleistung insbesondere im Personenverkehr dadurch zurückging, richtete die Betreibergesellschaft mehrere Buslinien ein und beendete den Personenverkehr auf ihrer Bahnstrecke zum 29. Mai 1965. Die beiden MAN-Schienenbusse wurden im gleichen Jahr an die Württembergischen Nebenbahnen (WN) verkauft. Der Güterverkehr blieb erhalten, wobei die Lokomotive MaK 240 B (Baujahr 1954) weiterhin zum Einsatz kam. Außerdem gab es vier Lastkraftwagen für den Stückgutverkehr.
Zum 1. Dezember 1964 wurde eine Stadtbus-Ringlinie 4 in Uetersen eingerichtet, die werktags von 9 bis 12 Uhr und nach einer Pause in der Mittagszeit montags–freitags von 15 bis 18 Uhr jeweils halbstündig mit einem Bus ab der Wassermühlenstraße betrieben wurde. Der Einheitsfahrpreis (ohne Entfernungsbegrenzung und ohne Umsteigeberechtigung) betrug 30 Pfennig für Erwachsene und 20 Pfennig für Kinder, Tiere und Gepäck, das nicht auf dem Schoß befördert werden könnte.
| Im Jahr    | 1956      | 1960      | 1963    |
| Busverkehr | 0634.000  | 1.078.235 | 824.000 |
| Eisenbahn  | 1.420.000 | 1.166.986 | 998.000 |

Anfang der 1970er Jahre betrieb die UeE sechs Buslinien:
1 0Uetersen, Buttermarkt – Uetersen Ost – Baßhorn – Tornesch Bf
2 0Uetersen, E-Werk – Wulfstraße – Tornesch Bf (nur Einzelfahrten mo–fr, morgens und abends)
3 0Uetersen, Buttermarkt – Uetersen Ost – Moorrege-Oberglinde – Fliegerhorst – Appen – (Appen-Etz) – Pinneberg Bf  (13 km Linienlänge)
4 0Ringlinie Stadtverkehr Uetersen: Wassermühlenstr. – Lohe – Seminarstr. – Buttermarkt – Großer Sand – Uetersen Ost – Ossenpad – Wassermühlenstr. (nur mo–fr tagsüber, morgens/vormittags in die eine Richtung, nachmittags in die andere, 30-Min-Takt; 10 km)
5 0Uetersen, Buttermarkt – Uetersen Ost – Moorrege – (Klinkerstr.) – Heidrege – Heist – Haselau – Kamperrege / Hohenhorst – Haseldorf, Schloß (Einzelfahrten; 19 km)
6 0Uetersen, Buttermarkt – Heidgraben – Tornesch Bf (nur Einzelfahrten werktags morgens und mittags, insbesondere freitags; 8,1 km)
Auch 1989 gab es sechs Buslinien bei der UeE:
1 0Uetersen, Buttermarkt – Uetersen Ost – Ossenpad – Tornesch Bf
2 0Uetersen, E-Werk – Wulfstraße – Tornesch Bf (nur Einzelfahrt mo–fr, morgens hin, abends zurück)
3 0Uetersen, Buttermarkt – Uetersen Ost – Moorrege-Oberglinde – Marseille-Kaserne – Appen – (Appen-Etz) – Pinneberg Bf 
4 0Ringlinie Stadtverkehr Uetersen: Wassermühlenstr. – Lohe – Seminarstr. – Buttermarkt – Wassermühlenstr. – Kleiner Sand – Ossenpad – Am Eichholz – Uetersen Ost – Wassermühlenstr. (nur mo–fr tagsüber)
5 0Uetersen, Buttermarkt – Uetersen Ost – Moorrege – Heist – Haselau – Hohenhorst / Kamperrege – Haseldorf (nur Einzelfahrten)
6 0(Uetersen, Hafenstraße –) Buttermarkt – Neuendeich (nur Einzelfahrten an Schultagen)
1991 wurde der Verkehr der fünf Busverkehrsunternehmen des ÖPNV im Kreis Pinneberg (Uetersener Eisenbahn AG, Fa. Johannes Meißner in Elmshorn, Fa. Otto Strunk in Bokholt-Hanredder, Pinneberger Verkehrsgesellschaft (PVG) in Schenefeld sowie die Autokraft mit ihren Linien im Kreisgebiet) durch eine Arbeitsgemeinschaft überplant. Ab dem 29. September 1991 wurde der Busverkehr von der Verkehrsgemeinschaft in Pinneberg (ViP) mit einem Gemeinschaftstarif und gemeinsamer Öffentlichkeitsarbeit angeboten. Die UeE-Linien 1–6 erhielten zur besseren Unterscheidung die Liniennummern 61–66, außerdem gab es nun drei weitere Linien der UeE:
67 0Uetersen Ost – Buttermarkt – Heidgraben – Tornesch Bf (– Tornesch, Realschule) (nur werktags, kein Spätverkehr)
68 0Uetersen, Buttermarkt – Uetersen Ost – Tornesch Bf – (Realschule) – Ellerhoop (nur werktags, kein Abendverkehr)
69 0Ringlinie Tornesch: Tornesch Bf – Moorreger Weg – Pastorendamm – Tornesch Bf (4 Fahrten mo–fr)
Die Geschäftsstelle der ViP befand sich zunächst am Standort der PVG in Schenefeld. Das Verkehrsgebiet der ViP deckte den Teil des Kreisgebietes ab, der nicht vom Hamburger Verkehrsverbund (HVV) erfasst wurde. Inzwischen ist dieser durch Erweiterung des HVV-Verbundgebietes darin aufgegangen.
Am 1. Januar 1994 übernahm die neu gebildete Kreisverkehrsgesellschaft in Pinneberg mbH (KViP) den Busbetrieb der UeE mit dem Betriebshof, den Fahrzeugen und dem Personal. Die bisherigen UeE-Buslinien wurden weiter betrieben, zunächst innerhalb der ViP, die nun den Sitz ihrer Geschäftsstelle nach Uetersen zum (ehemaligen) UeE-Betriebshofs-Gebäude in der Bahnstraße 15 verlegte, seit dem 14. Dezember 2002 innerhalb des HVV.

### Ende der Uetersener Eisenbahn als Verkehrsbetrieb
Am 1. Januar 1998 endete die Geschichte der Uetersener Eisenbahn als Verkehrsbetrieb. Das bewegliche Inventar sowie der 4,4 km lange Schienenstrang ging über an die Norddeutsche Eisenbahngesellschaft Niebüll (neg) – teils durch Verkauf, teils durch Verpachtung. Die Uetersener Eisenbahn besteht nur noch als Immobiliengesellschaft, der das Betriebsgelände gehört. Der Vertrag mit der neg war wegen des defizitären Betriebs der Bahn notwendig geworden.

## Weiterer Eisenbahnbetrieb

### Güterbetrieb
Die neg setzt den Güterverkehr auf der Strecke bis heute fort.
2001 wurde die neg ein Tochterunternehmen der Luxemburgischen Staatsbahn CFL.
Aus der Güterverkehrssparte der neg ging die CFL cargo Deutschland GmbH hervor. Die CFL cargo nutzte verschiedene Loks der anderen CFL-Verkehre in Norddeutschland – In Uetersen war seit der Außerdienststellung MAK 240 B im Jahr 1998 keine feste Lok mehr beheimatet.
Das änderte sich 2020, als die neg von Otto Rentschler die Deutz KG 230 B für die Strecke Uetersen-Tornesch anmietete. Die 1963 gebaute Diesellok wird seitdem als Stammlok in Uetersen eingesetzt.

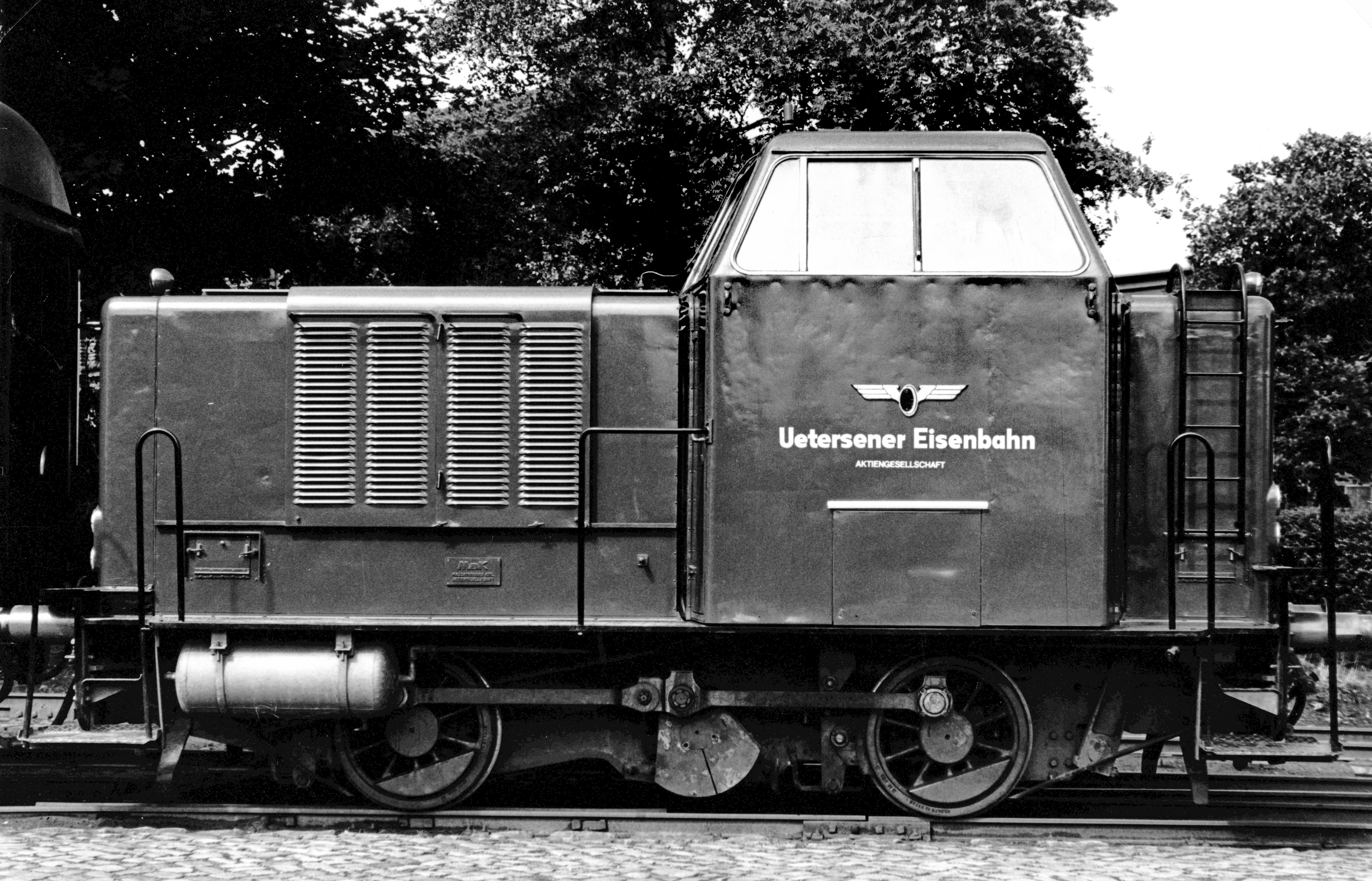
Die Lok MaK 240 B (Baujahr 1954) bediente 1954 bis 1998 die Strecke für die Uetersener Eisenbahn
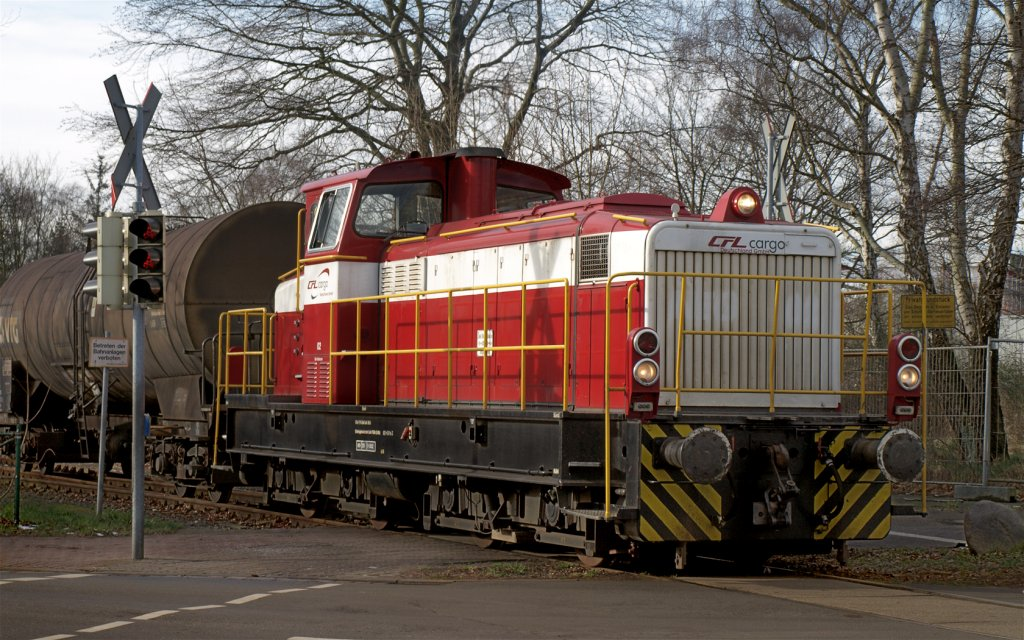
Folgebetrieb in Uetersen im Jahr 2008: Die Lok MaK G 1100 BB der CFL cargo Deutschland GmbH zieht einen Kesselwagen
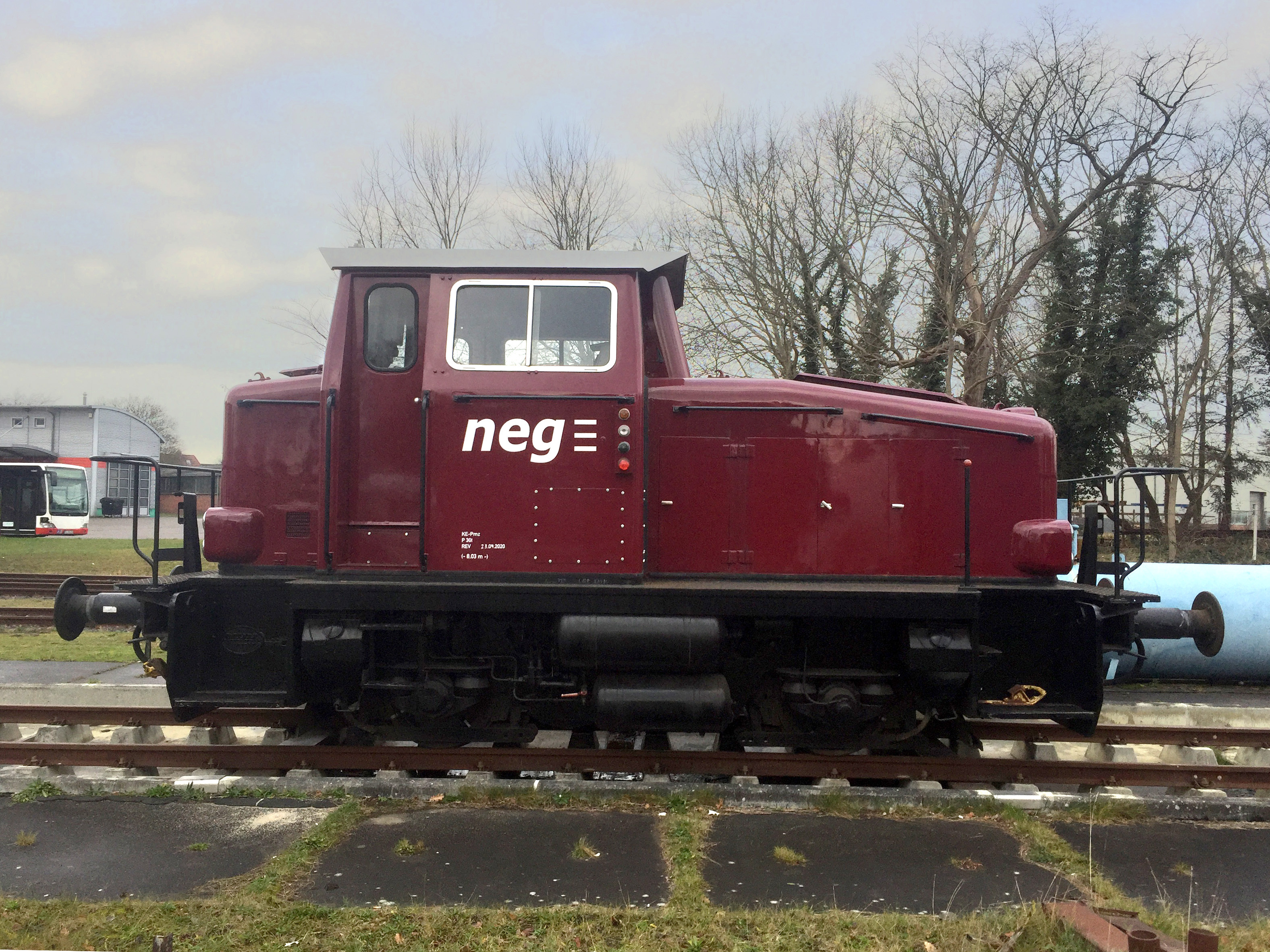
Die Lok Deutz KG 230 B  (Baujahr 1963) wird ab 2020 zwischen Uetersen und Tornesch eingesetzt

### Mögliche Wiederaufnahme des Personenverkehrs
Im Oktober 2014 bot der Geschäftsführer der S-Bahn Hamburg Kay-Uwe Arnecke die Perspektive, die Strecke für einen Ast der geplanten S4 zu nutzen.

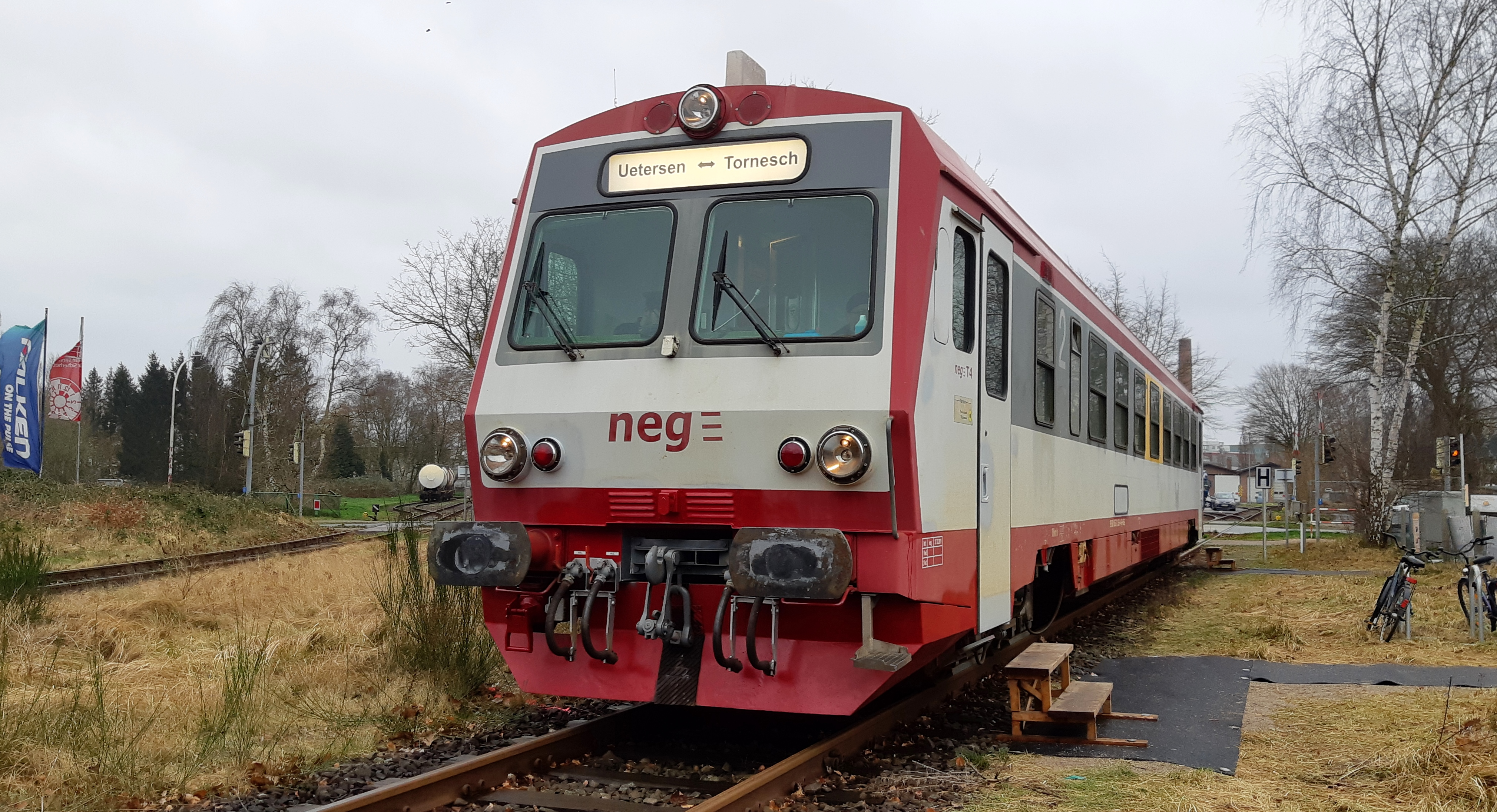
Triebwagen der neg beim Probebetrieb im Februar 2020

Im Juni 2016 wurden Pläne der neg bekannt, die Strecke für den Personenverkehr zu reaktivieren. Die Betriebskosten werden auf eine bis zweieinhalb Millionen Euro im Jahr geschätzt.
Im Oktober 2019 wurde vom Vorstandsvorsitzenden der neg bestätigt, dass es im ersten Quartal 2020 einen mehrtägigen Probebetrieb geben soll. Dieser fand ab dem 20. Februar 2020 statt. Zunächst bis zum 25. Februar vorgesehen, wurde der Betrieb aufgrund starker Nachfrage bis zum 28. Februar 2020 verlängert. Die Fahrten erfolgten in einem Stundentakt, der auf die Nahverkehrszüge aus Hamburg abgestimmt war. Die Mitfahrt war die erste Woche kostenfrei, danach gegen einen geringen Fahrpreis möglich.
Nach einer Potenzialanalyse für die Strecke wurde die Reaktivierung mit Kosten-Nutzen-Verhältnis −0,72 bewertet. Einem Fahrgastgewinn von 79.000 Reisenden pro Jahr stünden erhebliche Investitions- und Betriebskosten gegenüber. Betrachtet wurde dabei nur der Verkehr zwischen Uetersen und Tornesch, eine Weiterführung des Verkehrs nach Pinneberg wurde nicht untersucht. Eine Variante mit einem Schnellbusverkehr erreichte dabei ein Nutzen-Kosten-Verhältnis von 1,14.

### Abschnittsweiser Abbau von Gleisanlagen

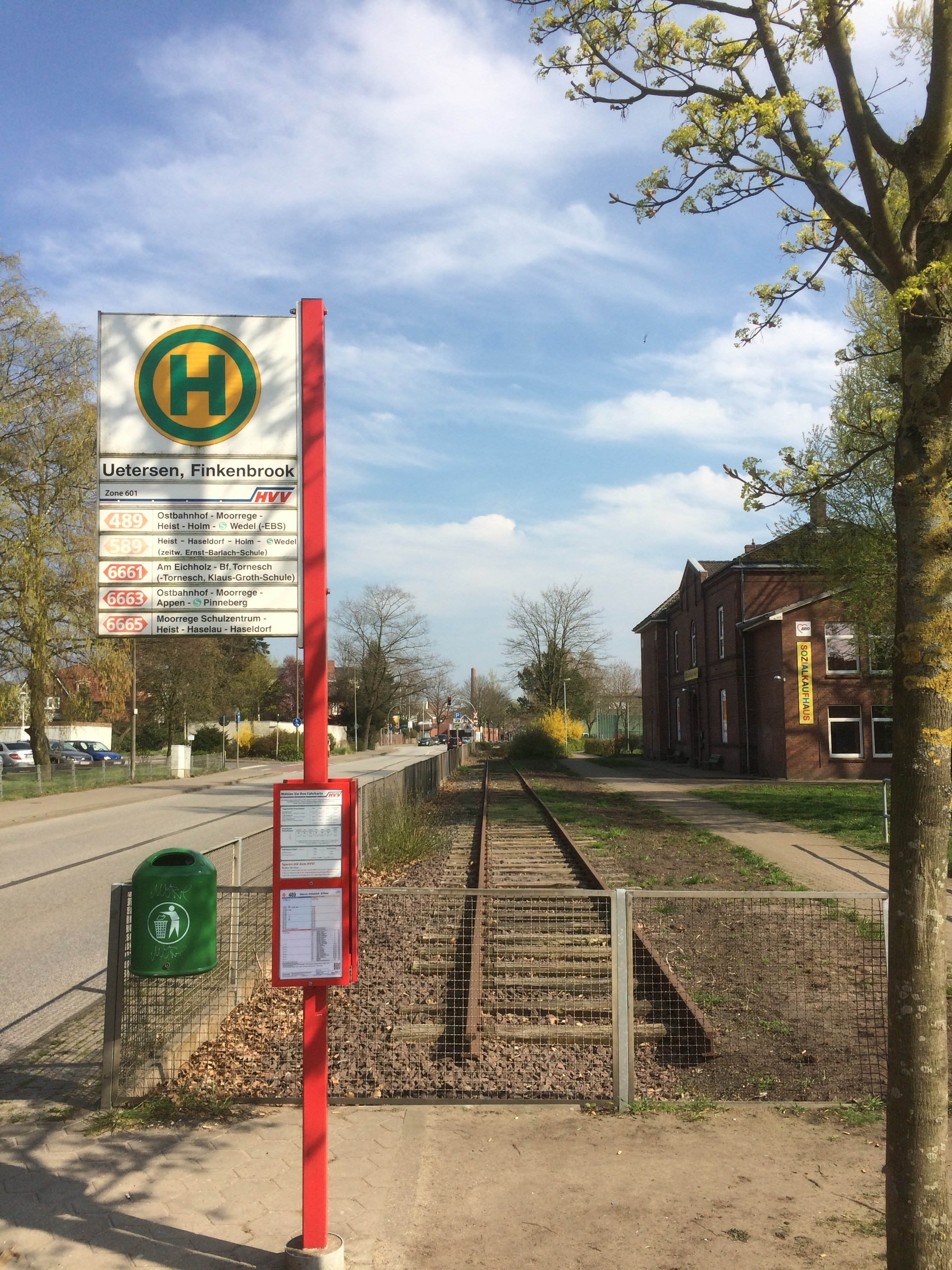
Ende der Gleisanlagen der Uetersener Eisenbahn (2019)

Ab April 2019 ist die Strecke ab der Werkstatt in Richtung Hafen/Buttermarkt unterbrochen und die Schienen an den folgenden Bahnübergängen wurden entfernt. Parallel zur Straße An der Klosterkoppel liegen die Gleise noch bis zur Höhe der Bushaltestelle Finkenbrook. Auch die Weiche zum Hafen sowie einige Meter Gleis in dessen Richtung sind noch vorhanden.